# Нозема
Нозема (Nosema) је род микроспоридија, чије врсте паразитирају на бескичмењацима. Најпознатија врста је паразит пчеле, Nosema apis, узрочник ноземозе.